# أماندا كولكزينسكي
أماندا كولكزينسكي (بالفرنسية: Amanda Kolczynski)‏ مواليد 10 أغسطس 1993، هي لاعبة كرة يد فرنسية تلعب كجناح أيمن. مثلت منتخب فرنسا لكرة اليد للسيدات. حققت المركز الثالث في بطولة أوروبا لكرة اليد للسيدات 2016.

## سجل المنافسة
شاركت في البطولات التالية:
- بطولة أوروبا لكرة اليد للسيدات 2016

## الميداليات
| الميدالية | المسابقة                            |
| --------- | ----------------------------------- |
| برونزية   | بطولة أوروبا لكرة اليد للسيدات 2016 |

## روابط خارجية
- أماندا كولكزينسكي على موقع الاتحاد الأوروبي لكرة اليد (الإنجليزية)